# يسبر فريتز
يسبر فريتز (بالسويدية: Jesper Fritz)‏ هو منافس ألعاب قوى سويدي، ولد في 1985 في السويد.

## وصلات خارجية
- يسبر فريتز على موقع الاتحاد الدولي لألعاب القوى (الإنجليزية)
- يسبر فريتز على موقع أوليمبيديا (الإنجليزية)
- يسبر فريتز على موقع اللجنة الأولمبية السويدية (السويدية)